# Henry Harpur (6e baronnet)
Pour l’article homonyme, voir Henry Harpur (5e baronnet).
Henry Harpur, 6e baronnet (1739 - 10 février 1789) est un homme politique conservateur anglais qui représente la circonscription de Derbyshire.

## Biographie
Il est le fils de Henry Harpur (5e baronnet) et de Caroline Manners, fille de John Manners (2e duc de Rutland). Il succède à son père à la baronnie en 1748. Il vit à Calke Abbey, Derbyshire et au 35 Upper Grosvenor Street, à Londres.

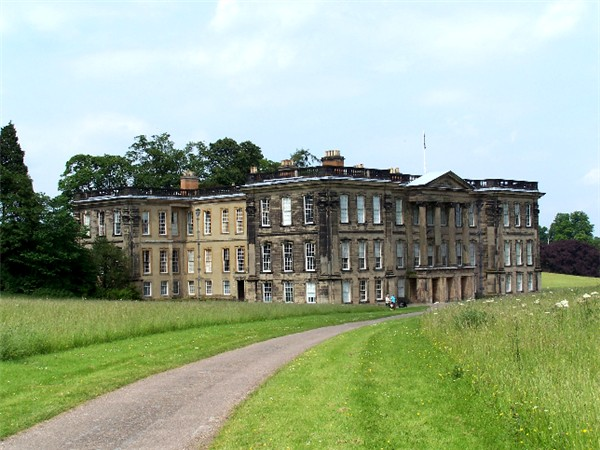
Calke Abbey, Ticknall, Derbys

Il est élu député du Derbyshire en 1761, mais est remplacé lors d'une élection contestée en 1768. Il est haut-shérif du Derbyshire en 1774.
Il épouse Frances Greville, deuxième fille de Francis Greville (1er comte de Warwick). En 1762. Son fils, Henry Crewe (7e baronnet), lui succède.